# Donny Hathaway
Donny Hathaway (n. 1 octombrie 1945, d. 13 ianuarie 1979) a fost un cântăreț de soul american.